# Processó del Puro
La Processó del Puro fou una processó laica que se celebrava el 16 de febrer a Cervera fins a l'any 1936, amb un itinerari que anava de l'Ajuntament fins al cementiri en el qual alguns homes anaven amb el puro encès a diferència de les processons religioses. S'ha reprès modernament.
Aquesta processó era en record de la Tercera guerra carlina, quan els carlins van intentar conquerir Cervera, ocupada per les forces liberals. L'atac es va produir la matinada del 16 de febrer de l'any 1875 i l'aferrissada lluita va durar quasi tot el dia. La batalla acabà amb un balanç de 48 morts i 260 ferits entre banda i banda (16 morts i 60 ferits de bàndol liberal i 32 morts i 200 ferits del bàndol carlí). Els noms dels carrers Burgos, Sòria, Combat, Victòria i Rondes, que va decidir l'Ajuntament l'any següent a l'escaramussa, el 1876, encara avui recorden aquell fet. A l'acabar la guerra, al mig del cementiri s'alçà un monument en forma de monòlit en memòria de tots els que havien perdut la vida. La historiografia romàntica local ha volgut veure un signe de concòrdia en aquell monument i en la processó, que, no obstant, va ser objecte de polèmica política al començament del segle xx. Els campaners, cada any, el dia de la batalla realitzaven 48 repicons, recordant tots els homes que havien perdut la vida. El 1940, un grup de joves feixistes cerverins van enderrocar el monument.
El Centre Municipal de Cultura (CMC) organitza actualment la processó del Puro, ja recuperada per al calendari festiu cerverí, i que ha esdevingut un passeig i un espai de tertúlia per a tots els cerverins i entitats locals, que serveix per honrar les tradicions del passat i que el 2014 homenatja totes les persones que "han patit, pateixen i patiran".